# Holger Scheuermann
Holger Werfel Scheuermann (født 12. februar 1877 i Hørsholm, død 2. marts 1960 i Roskilde) var en dansk ortopædkirurg og røntgenlæge. Ryglidelsen Scheuermanns sygdom er opkaldt efter ham.
Holger Werfel Scheuermann var ud af en lægefamilie i Hørsholm og blev student fra Frederiksberg Latin- og Realskole 1895. Han påbegyndte medicinstudiet på Københavns Universitet samme år og afsluttede uddannelsen i 1902. Efter sin turnus på forskellige sygehuse i København blev han i 1918 speciallæge i ortopædkirurgi og radiologi.
Han foretog adskillige studierejser i Sverige, Østrig og Tyskland. Han var formand for Danske Røntgenologers Forening 1920-1922 og Dansk Radiologisk Selskab 1933-1934. I 1935 blev Scheuermann medlem af American Academy of Orthopaedic Surgeons og modtog samme år Dannebrogordenen.
Efter sin pensionering i 1947 udøvede han i flere år erhverv som privat røntgenlæge. I 1959 blev han som 82-årig udnævnt til dr. med. honoris causa (æresdoktor), næsten 40 år efter sin første beskrivelse af Scheuermanns sygdom.[kilde mangler] Han blev Ridder af Dannebrog i 1936 og Dannebrogsmand i 1947.
Han ligger begravet på Hørsholm Kirkegård.